# 梶原景久
梶原 景久（かじわら かげひさ、生年不詳 - 天正10年6月2日（1582年6月21日）?）は、戦国時代の武将。平次郎、源左衛門尉。諱は「景義」とも。織田家小姓の梶原松千代の父。

## 生涯

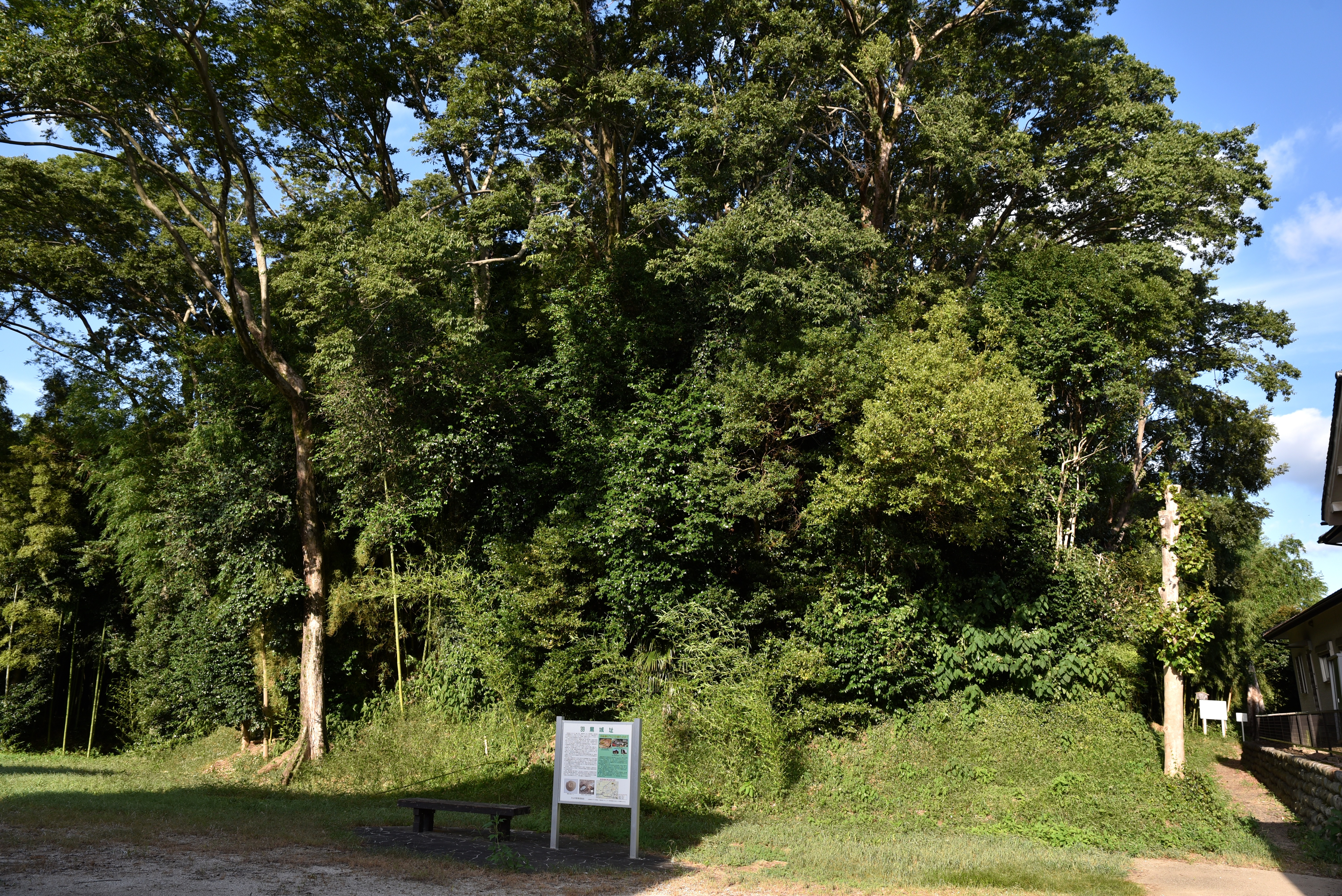
羽黒城址（愛知県犬山市）

尾張国の住民で織田信長の家臣。羽黒城主（現在の愛知県犬山市に在った城）。尾張梶原氏は梶原景時の後裔で、代々羽黒を領していたという。改名前に「梶原平八郎」を称した団忠正は尾張梶原氏一門と見られるが詳しい関係は不明である。
永禄12年（1569年）8月、大河内城の戦いに参陣。元亀元年（1570年）8月には野田・福島の戦いに従軍し、同年9月からの志賀の陣にも参戦している。天正2年（1574年）7月より行われた3度目の長島一向一揆討伐では織田信忠の指揮下に入って市江口より攻め込んだ。（第三次長島侵攻）
同年9月29日には一揆軍の捨て身の特攻に相対して迎え撃ち、奮闘するも負傷したという。天正10年（1582年）2月には信忠に従って甲州征伐に出陣。同月16日の鳥居峠の戦いでは木曾義昌に加勢として駆けつけ勝利に貢献した。
同年6月2日の本能寺の変で明智光秀と戦って討死したというが『信長公記』などでは戦死者の名簿で確認が取れない。しかしながら、変後に羽黒城は廃城となっていて小牧・長久手の戦いの時点では荒廃しており、景久の名もこれ以後の記録には一切登場しなくなる。